# Нью-Альбін (Айова)
Нью-Альбін (англ. New Albin) — місто (англ. city) в США, в окрузі Алламакі штату Айова. Населення — 432 особи (2020).

## Географія
Нью-Альбін розташований за координатами 43°29′49″ пн. ш. 91°17′17″ зх. д. / 43.49694° пн. ш. 91.28806° зх. д. (43.496980, -91.288157).  За даними Бюро перепису населення США в 2010 році місто мало площу 0,63 км², уся площа — суходіл.

## Демографія
Згідно з переписом 2010 року, у місті мешкали 522 особи в 222 домогосподарствах у складі 138 родин. Густота населення становила 830 осіб/км².  Було 257 помешкань (409/км²).
Расовий склад населення:
| - 97,1 % — білих - 1,5 % — корінних американців - 0,4 % — чорних або афроамериканців - 0,4 % — азіатів |

До двох чи більше рас належало 0,4 %. Частка іспаномовних становила 0,4 % від усіх жителів.
За віковим діапазоном населення розподілялося таким чином: 25,3 % — особи молодші 18 років, 52,5 % — особи у віці 18—64 років, 22,2 % — особи у віці 65 років та старші. Медіана віку мешканця становила 43,5 року. На 100 осіб жіночої статі у місті припадало 98,5 чоловіків;  на 100 жінок у віці від 18 років та старших — 98,0 чоловіків також старших 18 років.
Середній дохід на одне домашнє господарство  становив 41 882 долари США (медіана — 26 912), а середній дохід на одну сім'ю — 57 687 доларів (медіана — 48 889). За межею бідності перебувало 3,4 % осіб, у тому числі 1,5 % дітей у віці до 18 років та 0,8 % осіб у віці 65 років та старших.
Цивільне працевлаштоване населення становило 301 осіб. Основні галузі зайнятості: освіта, охорона здоров'я та соціальна допомога — 21,3 %, публічна адміністрація — 16,9 %, будівництво — 15,3 %.